# Hampus Hallberg
Pour les articles homonymes, voir Hallberg.
Carl Hampus Hallberg, né le 18 août 1988 à Visby (Suède), est un acteur suédois.

## Biographie
Hampus Hallberg est formé à l'Académie de théâtre de Malmö de 2010 à2013.
En 2020, il est nommé pour le Startsladden pour le court métrage Magnus är sexist.

## Filmographie partielle

### Au cinéma
- 2015 : Kommissarien och havet (sv)
- 2016 : Flykten till framtiden (sv)
- 2019 : Midsommar :  Ingemar

### À la télévision
- 2019 : Playa del Sol (sv)
- 2020 : Meurtres à Sandhamn (Morden i Sandhamn)
- 2023 : Trolltider – legenden om Bergatrollet (sv)

## Théâtre

### Rôles (non complets)
| Année | Rôle                | Production                                                       | Direction              | Théâtre                       |
| ----- | ------------------- | ---------------------------------------------------------------- | ---------------------- | ----------------------------- |
| 2012  | Le père             | Fadren vs. fordringsägare                                        | Nils Poletti           | Théâtre dramatique royal      |
| 2014  | PO                  | Kikkiland Dennis Magnusson                                       | Dennis Sandin          | Théâtre municipal de Göteborg |
| 2015  |                     | La Mouette (Чайка, Tjajka) Anton Tchekhov                        | Patrik Pettersson      | Théâtre Dala                  |
| 2016  | Fotnot              | Skymningsrök                                                     | Viktor Tjerneld        | Théâtre municipal de Göteborg |
| 2016  | Le capitaine Fabian | La Nuit des rois William Shakespeare                             | Frede Gulbrandsen (da) | Théâtre municipal de Malmö    |
| 2017  | Aigisthos           | Flugorna                                                         | Angelina Stojcevska    | Théâtre municipal de Göteborg |
| 2019  | Micke               | Laisse-moi entrer (Låt den rätte komma in) John Ajvide Lindqvist | Johan Paus             | Centre culturel Stadsteatern  |
| 2021  |                     | Den yttersta minuten Mattias Andersson                           | Matthias Andersson     | Théâtre dramatique royal      |
| 2021  | Semiljon            | La Mouette (Чайка, Tjajka) Anton Tchekhov                        | Lyndsey Turner         | Théâtre dramatique royal      |
| 2022  | Hampus              | Alltid vara vi Alexander Mork-Eidem et Lisa Östberg              | Alexandre Mork-Eidem   | Centre culturel Stadsteatern  |

## Récompenses et distinctions
- (en) Hampus Hallberg: Awards, sur l'Internet Movie Database